# Мёрзлая гавань
«Мёрзлая гавань» (англ. Frosthaven) — кооперативная настольная игра для 1-4 игроков, разработанная Исааком Чайлдресом и планируемая к выпуску в сентябре 2022 года. Игра имитирует приключения в подземельях фэнтези-мира с разветвлёнными повествовательными кампаниями. Является идейным продолжением настольной игры «Мрачная гавань» (англ. Gloomhaven).

## Описание
Frosthaven является отдельной приключенческой игрой от дизайнера и издателя Gloomhaven, в котором представлены шестнадцать новых персонажей, три новые расы, более двадцати новых врагов, более ста новых предметов и новая кампания из 100 сценариев. Персонажи и предметы из «Мрачной гавани» можно будет использовать в «Мёрзлой гавани», и наоборот.